# Andra Mari Sari Nagusia
L'Andra Mari Sari Nagusia est une course cycliste espagnole qui se déroule habituellement le 8 septembre autour d'Urduliz (Biscaye), dans la communauté autonome du Pays basque. Créée en 1987, elle est organisée par la Punta Galea Txirrindulari Elkartea. 
Cette épreuve fait partie du calendrier du Torneo Lehendakari. 

## Palmarès
| Année     | Vainqueur                   | Deuxième                 | Troisième              |
| --------- | --------------------------- | ------------------------ | ---------------------- |
| 1987      | Mario Lara                  |                          |                        |
| 1988      | José Manuel Moreno Periñán  |                          |                        |
| 1989      | Enrique Gerrikagoitia (es)  |                          |                        |
| 1990      | Jesús Bizkarra              |                          |                        |
| 1991      | Javier Moreno               |                          |                        |
| 1992      | Werner Nijboer              |                          |                        |
| 1993      | Antonio García              |                          |                        |
| 1994      | Iker Zabaleta               |                          |                        |
| 1995      | Javier Alfonso              |                          |                        |
| 1996      | Jesús Bizkarra              |                          |                        |
| 1997      | Pedro Ferrer                |                          |                        |
| 1998      | Gorka González              | David Sanchez            | Mikel Artetxe          |
| 1999      | Iñaki Isasi                 |                          |                        |
| 2000      | Sergio Pérez                | Julen Fernández (es)     | Dionisio Galparsoro    |
| 2001      | Julen Fernández (es)        | Luis Moyano              | Lander Euba            |
| 2002      | Unai Elorriaga              |                          |                        |
| 2003      | Mikel Elgezabal (es)        | Mikel Gaztañaga          | Koldo Fernández        |
| 2004      | Ángel Vázquez Iglesias (es) | Xabat Otxotorena         | Joseba Zumeta          |
| 2005      | Francisco Gutiérrez         | David Pérez Íñiguez      | Eder Salas             |
| 2006      | Rubén Reig                  | Alberto Fernández Sainz  | Ng Yong Li             |
| 2007      | Francisco Javier Carrasco   |                          |                        |
| 2008      | Garikoitz Bravo             | Egoitz García            | Florentino Márquez     |
| 2009      | Garikoitz Bravo             | Sebastián Tamayo         | Adrián Legasa          |
| 2010      | Jon Pardo (es)              | Enrique Sanz             | Jesús Herrero          |
| 2011      | Gerardo Rienda              | Johann van Zyl           | Asier Sancho           |
| 2012      | Antonio Molina              | Rubén Fernández          | Beñat Txoperena        |
| 2013      | Loïc Chetout                | Antonio Angulo           | Pello Olaberria        |
| 2014      | Jon Ander Insausti          | Antonio Angulo           | Cristian Rodríguez     |
| 2015      | Alain Santamaría            | Xabier San Sebastián     | José María Rodríguez   |
| 2016      | Julián Barrientos           | David Casillas           | Jokin Etxabe           |
| 2017      | Dzmitry Zhyhunou            | Jason Huertas            | Pol Hervás             |
| 2018      | Íñigo Elosegui              | Víctor Etxeberria        | Nicolás Sáenz          |
| 2019      | Jordi López                 | Andoni López de Abetxuko | Álvaro García Villegas |
| 2020-2021 | non disputé                 | non disputé              | non disputé            |
| 2022      | Yanne Dorenbos              | Mikel Retegi             | Iñigo Eizagirre        |
| 2023      | Ailetz Lasa                 | Iñaki Díaz               | Eder Moreno            |
| 2024      | Nil Gimeno                  | Óscar Vian               | Iñaki Trujillo         |

### Victoires par pays
| Victoires | Pays        |
| --------- | ----------- |
| 31        | Espagne     |
| 2         | Pays-Bas    |
| 1         | France      |
| 1         | Argentine   |
| 1         | Biélorussie |